# Gouverneurswahl in New Hampshire 2014

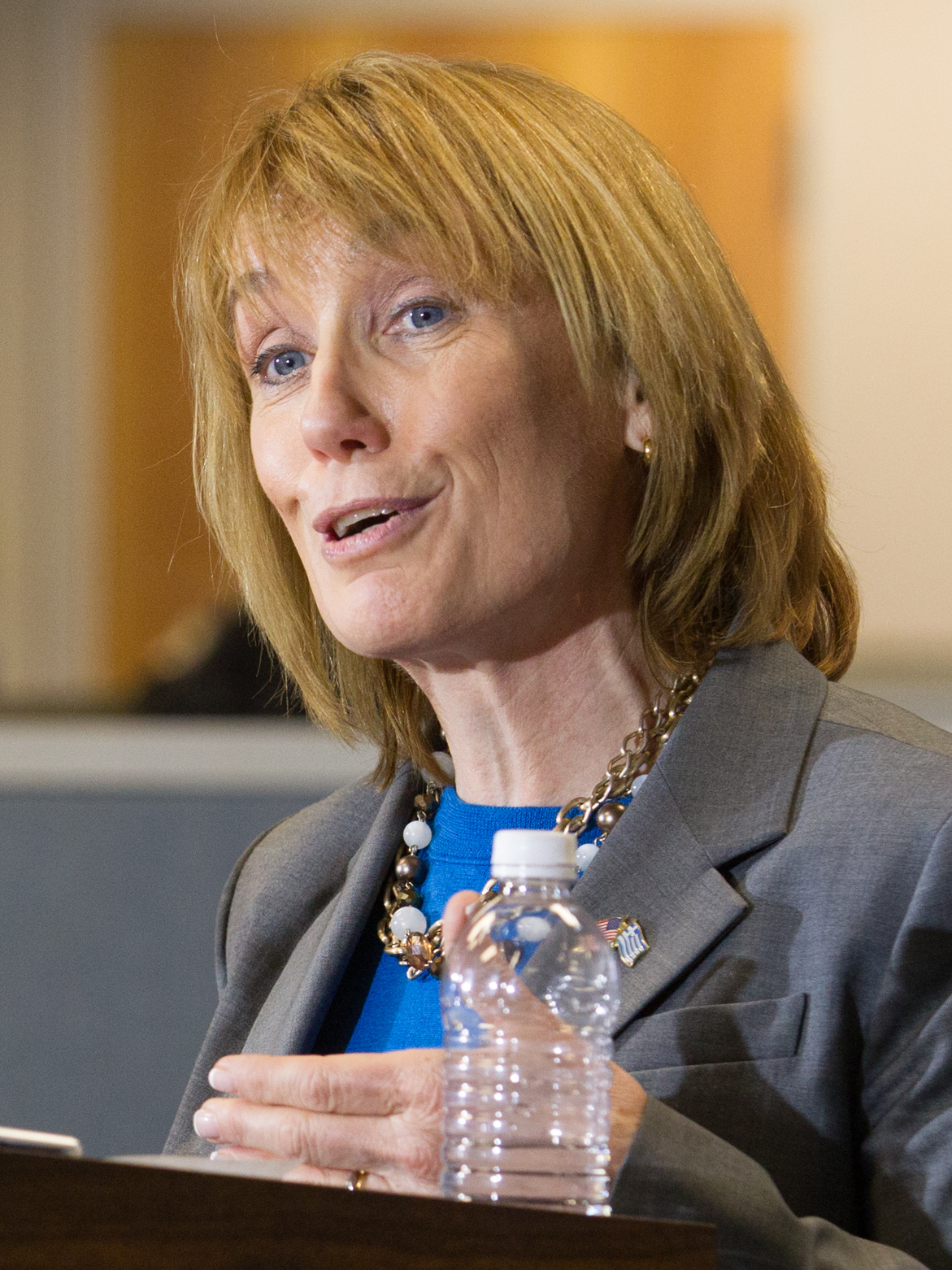
Maggie Hassan wurde als Gouverneurin im Amt bestätigt.

Die Gouverneurswahl in New Hampshire 2014 fand am 4. November 2014 statt, um den Gouverneur des US-Bundesstaates New Hampshire für die nächsten zwei Jahre zu bestimmen. Die amtierende Gouverneurin Maggie Hassan (Demokratische Partei) wurde mit 51,6 % der Stimmen wiedergewählt und setzte sich damit gegen den Herausforderer Walt Havenstein (Republikanische Partei) durch, der 48,4 % der Wählerstimmen erhielt.

## Vorwahlen
Wie bei vielen Wahlen in den USA üblich, bestimmen die Wähler zunächst im Rahmen einer Vorwahl (Primary) jenen Kandidaten, der bei der eigentlichen Wahl als einziger für seine jeweilige Partei gegen die Kandidaten der anderen Parteien antritt. Die Vorwahlen der Parteien fanden am 9. September 2014 statt.

### Demokratische Partei
Kandidaten bei der Vorwahl der Demokratischen Partei:
- Ian Freeman, Produzent und Moderator der Radiosendung Free Talk Live[2][3]
- Maggie Hassan, amtierende Gouverneurin
- Clecia Terrio

### Republikanische Partei
Kandidaten bei der Vorwahl der Republikanischen Partei:
- Daniel J. Greene
- Walt Havenstein, Unternehmer[5]
- Andrew Hemingway, Unternehmer und Aktivist der Tea-Party-Bewegung[6]
- Jonathan Smolin

## Wahlergebnisse

### Vorwahl der Demokraten
| Partei | Partei               | Kandidat              | Stimmen | %    |
| ------ | -------------------- | --------------------- | ------- | ---- |
|        | Demokratische Partei | Maggie Hassan         | 39.115  | 93,1 |
|        | Demokratische Partei | Ian Freeman           | 1.719   | 4,1  |
|        | Demokratische Partei | Clecia Terrio         | 704     | 1,7  |
|        |                      | „Write-in“ / ungültig | 488     | 1,2  |

### Vorwahl der Republikaner

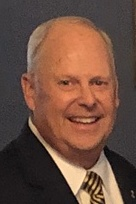
Walt Havenstein, Kandidat der Republikaner

| Partei | Partei                 | Kandidat              | Stimmen | %    |
| ------ | ---------------------- | --------------------- | ------- | ---- |
|        | Republikanische Partei | Walt Havenstein       | 61.997  | 55,0 |
|        | Republikanische Partei | Andrew Hemingway      | 42.005  | 37,3 |
|        | Republikanische Partei | Daniel J. Greene      | 5.389   | 4,8  |
|        | Republikanische Partei | Jonathan Smolin       | 2.629   | 2,3  |
|        |                        | „Write-in“ / ungültig | 741     | 0,7  |

### Gouverneurswahl
| Partei | Partei                 | Kandidat        | Stimmen | %    |
| ------ | ---------------------- | --------------- | ------- | ---- |
|        | Demokratische Partei   | Maggie Hassan   | 250.722 | 51,6 |
|        | Republikanische Partei | Walt Havenstein | 234.846 | 48,4 |